# Охотничье (Васильковский район)
Охотничье (укр. Охотниче) — село,
Дебальцевский сельский совет,
Васильковский район,
Днепропетровская область,
Украина.
Код КОАТУУ — 1220784109. Население по переписи 2001 года составляло 71 человек.

## Географическое положение
Село Охотничье находится на левом берегу реки Волчья,
выше по течению на расстоянии в 0,5 км расположено село Луговое,
ниже по течению на расстоянии в 0,5 км расположено село Дебальцево,
на противоположном берегу — село Григоровка.